# Tjäderberget
Tjäderberget este o arie protejată (arie specială de conservare — SAC, sit de importanță comunitară — SCI) din Suedia întinsă pe o suprafață de 1.108,7 ha, integral pe uscat.

## Localizare
Centrul sitului Tjäderberget este situat la coordonatele 64°27′32″N 19°00′41″E / 64.4588°N 19.0115°E.

## Înființare
Situl Tjäderberget a fost declarat sit de importanță comunitară în decembrie 1995 pentru a proteja 4 specii de animale. Situl a fost protejat și ca arie specială de conservare în martie 2011.

## Biodiversitate
Situată în ecoregiunea boreală, aria protejată conține 5 habitate naturale: Taiga vestică, Mlaștini turboase de tranziție și turbării mișcătoare, Mlaștini împădurite, Cursuri de apă de la nivel de câmpie la nivel montan, cu vegetație Ranunculion fluitantis și Callitricho-Batrachion, Lacuri și iazuri distrofice naturale.
La baza desemnării sitului se află mai multe specii protejate de  nevertebrate (4): Dytiscus latissimus, Stephanopachys linearis, Stephanopachys substriatus, Xyletinus tremulicola.